# Municipio de Ixtapan del Oro
El municipio de Ixtapan del Oro es uno de los 125 municipios del Estado de México, ubicado sobre el Valle de Quencio, se trata de una comunidad rural que tiene una superficie de 99,794 km² y cuya cabecera municipal es la población homónima de Ixtapan del Oro. Limita al norte con Donato Guerra;  al noroeste con Zitácuaro, Michoacán; al sur con Santo Tomás; al sureste con Valle de Bravo; y al oeste con Susupuato, Michoacán. Según el censo del 2010 tiene una población total de 6629 habitantes.

## Áreas naturales

### Parque Ecológico Las Pozas
Paraje natural cuyas aguas son alimentadas por el cauce del Río Ixtapan, su principal característica es el color turquesa y sabor salino.

### Parque Ecológico Los Sabinos
También conocido como Los Ahuehuetes como símbolo de la naturaleza nacional que son los viejos del agua alimentados por manantiales que los han mantenido por varios siglos. De acuerdo a la leyenda popular fueron sembrados por la Orden Misionera Franciscana que llegaron a evangelizar durante la conquista espiritual, durante un tiempo fueron nombrados con el nombre de Héroes Nacionales como Miguel Hidalgo y Costilla, José María Morelos y Pavón y Vicente Guerrero, para honrar la participación y la lucha de independencia. Se localizan en San Martín Ocoxochitepec.

### Parque ecoturístico La Huerta de Pagaza
Fue construida a finales del siglo XIX y que era frecuentemente visitada por el obispo y poeta originario de Valle de Bravo Joaquín Arcadio Pagaza y que era utilizada para escribir poéticamente sonetos y en este caso le dedica dos de ellos al municipio de Ixtapan del Oro, llamado Ixtapan y La Huerta de tal modo, que recibe el nombre en la actualidad de La Huerta de Pagaza. Se localiza al sur de la comunidad de El Chilar. Su vegetación se caracteriza por árboles frutales como cafetos, naranjos, plátanos y duraznos. La arquitectura considerada como vernácula con techos de teja y paredes de adobe con acabados con cal y puertas de madera, cuenta con corredor, cuarto habitación y cocina, en ella se puede apreciar una colección de máscaras de madera y antiguas reliquias, también puedes observar una inscripción sobre la pared que al parecer es la rúbrica o firma del obispo Pagaza.

### Reserva de la biosfera El Salto de Chihuahua
Esta área natural protegida se localiza entre límites municipales de Donato Guerra e Ixtapan del Oro. Su principal atractivo es una caída de agua de aproximadamente 60 metros de altura, rodeada de una gran biodiversidad tanto de fauna como de flora.

### Parque municipal El Salitre
Como una manera de promover los atractivos turísticos del municipio, el Gobierno del Estado de México a partir de 1970 le otorga al gobierno municipal las instalaciones conocidas como Balneario Municipal El Salitre comúnmente llamadas Las Salinas, cuenta con albercas de aguas termales y de agua dulce, las primeras fluyen a más o menos 20.º Celsius y que son consideradas medicinales por los minerales que contienen; además, cuenta con cabañas, área de acampado, estacionamiento y recientemente se ha procurado mejorar los servicios con toboganes y un parque acuático, así como un espacio de comedor familiar, asadores y cocina. 

## Cultura

### Casa de Cultura Joaquín Arcadio Pagaza
Se ofrecen diversas actividades culturales y recreativas como danza folclórica y rondalla. Cuenta con un responsable como director de casa de cultura, es un edificio administrado por el gobierno municipal, históricamente el edificio perteneció a las instalaciones de la Secundaria Oficial 0068 José María Morelos y Pavón, se ubica muy cerca del centro de la cabecera municipal.

### Bibliotecas
Cuenta con 4 espacios que funcionan como bibliotecas municipales, las cuales llevan por nombre de expresidentes municipales para guardar su memoria, siendo ellas las siguientes:  
- Rigoberto Jaimes Gómez (Cabecera municipal)[11]
- Rosendo Ocampo (El Chilar)[12]
- Yolanda Vicencio Trujillo (Miahuatlán de Hidalgo)[13]
- Crisóforo Espinoza (Tutuapan)

## Monumentos históricos

### Iglesia de San Martín Ocoxochitepec
Edificación construida por la orden franciscana en el siglo XVII para evangelizar a la comunidad indígena de la región, se trata de una construcción simple y sencilla localizada en la comunidad de San Martín Ocoxochitepec, en la que los católicos veneran a su santo patrón San Martín Caballero, su arquitectura representa el trabajo fiel y la mano de obra indígena. Su fiesta patronal en la que asisten fieles de esta misma localidad y de otras cercanas se congregan cada 11 de noviembre en la que se organiza una verbena popular entre peregrinaciones, venta de antojitos y quema de juegos pirotécnicos, en ocasiones, para cerrar, un baile popular. Para su resguardo del acervo y actividad religiosa se organiza la población en mayordomías y fiscales, ya que cuentan con esculturas y pinturas de la época.

## Fiestas patronales
La fiesta religiosa principal del municipio se lleva a cabo el 29 de septiembre en honor a San Miguel Arcángel en la cual se organizan los mismos pobladores, mayordomos y fiscales, así como el párroco del lugar desde meses antes, la celebración comienza con peregrinaciones de diferentes lugares; previo a la celebración se inicia con las tradicionales mañanitas, quema de cohetes artificiales. La imagen hace un recorrido desde la comunidad de San Miguel Ixtapan hasta la Parroquia, en la que se oficia la misa, más tarde se concluye con la tradicional quermés, quema de torito y castillo por la noche.
Otra de las fiestas religiosas que se llevan a cabo es la del día 2 de febrero en honor a la Virgen de la Candelaria en la comunidad de Tutuapan, localizado al sur de la cabecera municipal; el día 11 de noviembre en honor a San Martín Caballero en San Martín Ocoxochitepec y el 12 de diciembre en honor a la Virgen de Guadalupe en la mayoría de las comunidades; además de la celebración del Viacrucis de Semana Santa. 

## Deporte

### Unidad deportiva Graciela Mendoza Barrios
Cuenta con canchas de futbol rápido y baloncesto, juegos infantiles, áreas verdes y un auditorio municipal.

### Medallistas y deportistas destacados
- Graciela Mendoza Barrios, marchista olímpica nacional e internacional, ganadora de varios premios y medallas, digna representante de la región sur mexiquense.[17]

## Personajes ilustres
- Pbro. Dn. Simón Romero: primer vicario de los pueblos de San Miguel Ixtapan y sus agregados.[18]
- Joaquín Arcadio Pagaza: Ilustre poeta y obispo quien frecuentaba una propiedad conocida hoy como la Huerta de Pagaza; en este lugar escribió dos sonetos a Ixtapan del Oro, Ixtapan y La Huerta.[18]
- Rigoberto Jaimes Gómez: presidente municipal en el periodo 1973-1975, durante su mandato realizó obras de gran beneficio para el municipio.[18]
- Víctor Limas Torres: Pintor paisajista cuyos temas versa sobre los paisajes de su natal Ixtapan del Oro; creador de pintura sobre piedra que ha tenido favorable aceptación.[18]